# Stockholms cityplan fra 1962
Stockholms cityplan fra 1962 (på svensk 1962 års cityplan) var en masterplan for nye bygninger og trafikforhold i forbindelse med moderniseringen af Nedre Norrmalm i Stockholm under Norrmalms totalfornyelse. Lokalplanen fra 1962 blev vedtaget af Stockholms byråd i 1963 og yderligere udvidet fire år senere med Cityplanen fra 1967.

## Planen
Da cityplanen blev vedtaget i 1962, var omdannelsen af Stockholms City i fuld gang og havde stået på i omkring ti år.
Planen fra 1962 var i høj grad baseret på "Masterplanen for Stockholm", der blev besluttet af byrådet i 1944 og resulterede i Cityplanen fra 1946. I City 62 blev planområdet udvidet i forhold til 1946-planen ved at inkludere dét område af Östermalm, der var afgrænset af Humlegårdsgatan-Östermalmstorg-Sibyllegatan, og grænsen mod nord blev derfor flyttet omkring to blokke nord for Kungsgatan på samme (nordlige) breddegrad som Adolf Fredriks Kirke.
Med hensyn til området syd for Sergels Torg, ønskede man i høj grad at give mere rum til forskellige kulturelle formål, undgå ensidig kommercialisering og udbygge cityområdet til et attraktivt centrum for både arbejdsliv, kulturliv og underholdning.
Grunden nord for Brunkebergstorg var reserveret til det planlagte nybyggeri af Riksbanken, og blokkene syd for Brunkebergstorg og ned til Norrström var forbeholdt modernistiske administrationsbygninger. Der ville blive skabt omkring 7.000 arbejdspladser i området, hovedparten for de offentlige ansatte. Med hensyn til parkeringskapacitet projekterede planen med omkring 20.000 pladser, hvoraf to tredjedele skulle ligge i parkeringshuse.

### Trafikken gennem City
I Cityplanen fra 1946 blev det besluttet, at Sveavägen skulle føres igennem en biltunnel under det sydlige Klara-kvarter og blive forbundet med Centralbron via Tegelbacken. I City 62 blev der desuden tilføjet en østlig tunnelgren af Klaratunnelen, der skulle ende i en udvidet Jakobsbergsgatan. Derfra kunne trafikken vælge mellem to muligheder: enten stik øst ad denne gade ned til Norrlandsgatan for at fortsætte længere mod Stureplan henholdsvis mod Kungsträdgården (nord) / Norrmalmstorg (syd), eller sydpå umiddelbart efter tunnelmundingen via en gade gennem blokken, hvor nutidens MOOD Stockholm ligger, over til en forbindelse til Mäster Samuelsgatan (omtrent hvor tunnelmundingen er i dag, men på et højere overfladeniveau). På en udvidet og forhøjet Mäster Samuelsgatan kunne trafikken fortsætte mod øst, først på en bro over Norrlandsgatan og derefter over Birger Jarlsgatan via en anden bro, for derefter at krydse Riddargatan og fortsætte parallelt med Grev Turegatan gennem det store bygningskompleks lige øst for denne gade, op mod Humlegårdsgatan og Östermalmstorg. Disse trafiklinjeføringer til Östermalm blev derefter flyttet lidt nordpå i City 67-planen. Jakobsbergsgatan overtog rollen fra Mäster Samuelgatan og fortsatte over Birger Jarlsgatan med sin østlige bropille, hvor Grev Turegatan og Riddargatan i dag har deres udmundinger. Derefter ville fortsættelsen være omtrent den samme, parallelt med Grev Turegatan. I den senere Cityplan fra 1977 tog tunnelen i stedet et sving og gled ind i en Mäster Samuelsgatan på det oprindelige niveau uden fortsættelse mod Östermalm.
Med hensyn til Stockholm Tunnelbana blev der skitseret en rute under Kungsträdgården, Blasieholmen og videre mod Nacka (Den blå linje slutter i dag ved Kungsträdgården) samt en strækning fra Östermalmstorg i retning nordvest mod Lidingö (Den røde linje, der i dag ender ved Ropsten).

### Citeret
I en beskrivelse af City 67, repræsenterede Cityplanen fra 1962 ikke en nogen radikal ændring i forhold til tidligere (sammenlignet med Cityplanen fra 1946). Dens formål var af kvalitativ- snarere end kvantitativ karakter. Desuden sagde man følgende om City 1962:
| Citat | ... at den giver rum til det arbejdsliv, der har sin plads i centrum, at den rationelt tager højde for det intense trafikmylder af såvel biler som fodgængere, at den skaber rammerne for den nødvendige, længe udskudte byfornyelse af den gamle boligmasse under behørig hensyntagen til nedarvede værdier som skønhed og komfort.. | Citat |
|       | |       |

## Diskussioner og kritik
Det var især på grund af cityplanens forslag om at føre Sveavägen ind i en tunnel (senere Klaratunnelen) gennem tætbebyggede områder (med store indgreb i de gamle bykvarterer), der gav diskussion og kritik i begyndelsen af 1963.
Kritikken blev udløst af et højt profileret brev til Byrådet, det såkaldte "Brev fra de niogtyve". Bag brevet stod 29 fremtrædende "kulturpersonligheder": skuespillere, forfattere, kunstnere, forskere blandt dem Per Anders Fogelström, Cornelis Vreeswijk og professor Göran Lindahl samt nogle repræsentanter for erhvervslivet. Det sidste krav i brevet var, at der skulle udarbejdes en alternativ lokalplan, som tog "... større hensyntagen til det nuværende størrelsesforhold og bebyggelse samt /.../ af værdien af det ældre bybillede skabt af tidligere generationer".
En gruppe inden for Nedre Norrmalmskomitéen, bl.a. næstformand Yngve Larsson, føjede en ændringsundtagelse til cityplanen, dels for at modvirke store parkeringshuse i byen, dels for at bevare Brunkebergstorgs østlige linje og bevare Regeringsgatan i sin gamle bredde, gerne som gågade. Cityplanen blev generelt mødt af en omfattende kritik i offentligheden (bl.a. fra journalist og debattør af Offentligt byggeri i Sverige Olle Bengtzon), men fik ikke den tilsigtede effekt.
Debatten bragte ingen nye argumenter ind i debatten om citybyggeriet, men til gengæld blev der fra tilhængernes side indvendt, at der var behov for gennemgribende foranstaltninger i bymidten, så cityområdet ikke mistede sin tiltrækningskraft. Formanden for Storstockholms omegnsråd, omegnsborgmestereren Joakim Garpe opsummerede:
| Citat        | Uden en tilstrækkelig trafikinfrastruktur vil byen sygne hen og dø i sin skønhed; Jeg foretrækker en levende by. | Citat |
| Joakim Garpe | |       |